# Johan Gustaf Netzel
Johan Gustaf Netzel, född 12 maj 1783 i Nora bergsförsamling, Örebro län, död 4 augusti 1867 i Klara församling, Stockholm, var en svensk samlare och donator. Han var kusin till Wilhelm Netzels far. 
Netzel studerade vid Uppsala universitet samt blev 1811 protokollssekreterare, 1818 expeditionssekreterare och 1830 ledamot av Rikets allmänna ärendens beredning. Redan tidigt gjorde Netzel sig känd som konstälskare och samlare. 1812 blev han ledamot av Götiska förbundet (hans brodersnamn 
var "Thorgöther"); för dess konstutställning 1818 verkade han nitiskt och avgav jämte Carl Gustaf Spens en 
berättelse om densamma (tryckt i "Iduna", häfte 11). Hans tavelsamling lär varit ganska betydlig, men han avhände sig på äldre dagar ej få av dess bättre alster. Genom testamente erhöll statens konstsamlingar 20 oljefärgstavlor efter urval ur hans efterlämnade samling, de flesta av nederländsk 
skola. Kungliga biblioteket fick enligt hans förordnande ur hans boksamling välja 1 000 band, bland vilka flera dyrbara verk förekom.